# Nissedal
Nissedal és un municipi situat al comtat de Telemark, Noruega. Té 1.443 habitants (2016) i la seva superfície és de 905,18 km². El centre administratiu del municipi és el poble de Treungen. Va ser establert l'1 de gener de 1938.
El municipi limita amb Kviteseid al nord, amb Fyresdal a l'est, amb Drangedal i Gjerstad a l'est, i amb Vegårshei i Åmli al sud. El llac Nisser, que és de 40 quilòmetres de longitud i 250 metres de profunditat, és el més gran en el comtat i el setè llac més gran de Noruega.
L'any 2014 van ser fotografiats dos rens al municipi, però segurament anaven de passada. Altres espècies més habituals que podem troba a Nissedal són la llebre de les neus, el toixó, el castor europeu, el cabirol, la guineu roja, l'eriçó comú, la marta i el lèmming comú. De forma menys habitual hom també troba el llop gris i l'os bru.